# Échandelys

Échandelys este o comună în departamentul Puy-de-Dôme, Franța. În 1 ianuarie 2022 avea o populație de 249 de locuitori.